# Appleton City
Appleton City is een plaats (city) in de Amerikaanse staat Missouri, en valt bestuurlijk gezien onder St. Clair County.

## Demografie
Bij de volkstelling in 2000 werd het aantal inwoners vastgesteld op 1314.
In 2006 is het aantal inwoners door het United States Census Bureau geschat op 1303, een daling van 11 (-0,8%).

## Geografie
Volgens het United States Census Bureau beslaat de plaats een oppervlakte van
3,0 km², geheel bestaande uit land. Appleton City ligt op ongeveer 267 m boven zeeniveau.

## Plaatsen in de nabije omgeving
De onderstaande figuur toont nabijgelegen plaatsen in een straal van 24 km rond Appleton City.